# 飛馬座山脈

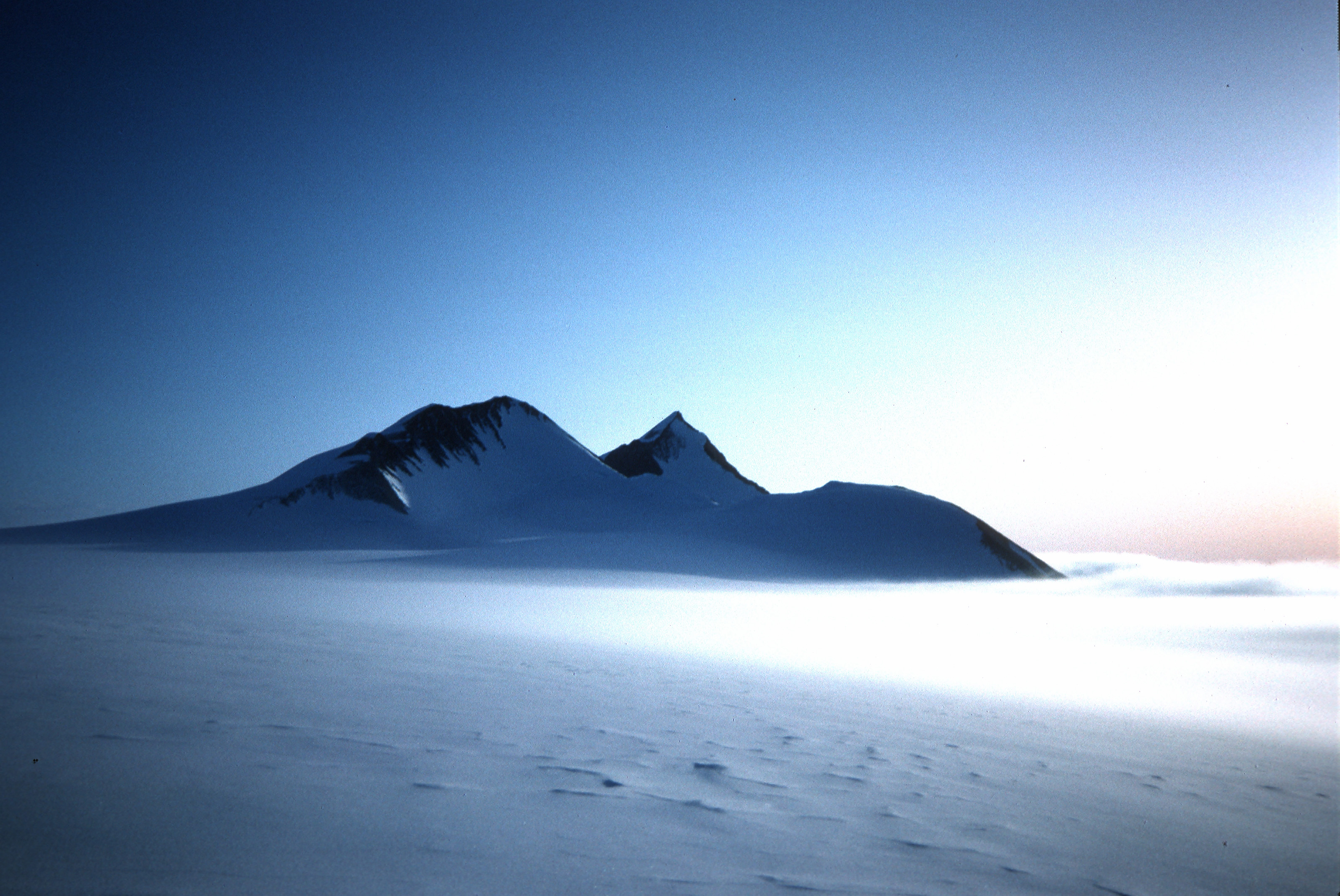

71°0′S 67°12′W / 71.000°S 67.200°W
飛馬座山脈（英語：Pegasus Mountains）是南極洲的山脈，位於帕爾默地，長30公里，處於格爾尼角以東的伯特倫冰川和賴德冰川之間，以星宿飛馬座命名，現時由南極條約體系管理。